# Mensa (associazione)
Il Mensa è un'associazione internazionale senza scopo di lucro di cui possono essere membri le persone che abbiano raggiunto o superato il 98° percentile della popolazione mondiale del QI (quoziente d'intelligenza).
Per diventare un "Mensano" (così si definisce un membro del Mensa), bisogna rientrare nel 2% della popolazione mondiale con il più alto Quoziente Intellettivo al mondo. Ciò significa che bisogna avere un punteggio minimo di 148 (SD 24) nel test di Cattell. Analoghi test per il quoziente d'intelligenza hanno però una misurazione differente, perciò un 148 di Cattell corrisponde a un 131 (SD 15) nel test di Wechsler e 132 (SD 16) nel test di Stanford-Binet. Per l'accesso all'associazione vengono usati test psicometrici standard.
Mensa (ˈmɛnsə in inglese; [ˈmensa] in latino) deriva dal vocabolo latino mensa ("tavola") e si riferisce al concetto di tavola rotonda, per il quale tutti i membri sono uguali tra loro. Si tratta, in sostanza, dello stesso concetto dei cavalieri della Tavola Rotonda di re Artù.

## Caratteristiche principali
Questa associazione, riservata alle persone che rientrano nel 2% della popolazione con il più alto quoziente intellettivo, ha lo scopo di "scoprire e incoraggiare l'intelligenza umana a beneficio dell'umanità; incoraggiare la ricerca sulla natura, le caratteristiche e gli usi dell'intelligenza; incoraggiare i contatti sociali fra i soci per mezzo di conferenze, discussioni, pubblicazioni, gruppi di studio, convegni o altri mezzi utili a tali fini. Il Mensa non ha alcuna opinione di ordine politico, filosofico o religioso e non fa discriminazioni di razza, classe, cultura o sesso. Il Mensa non ha fini di lucro".

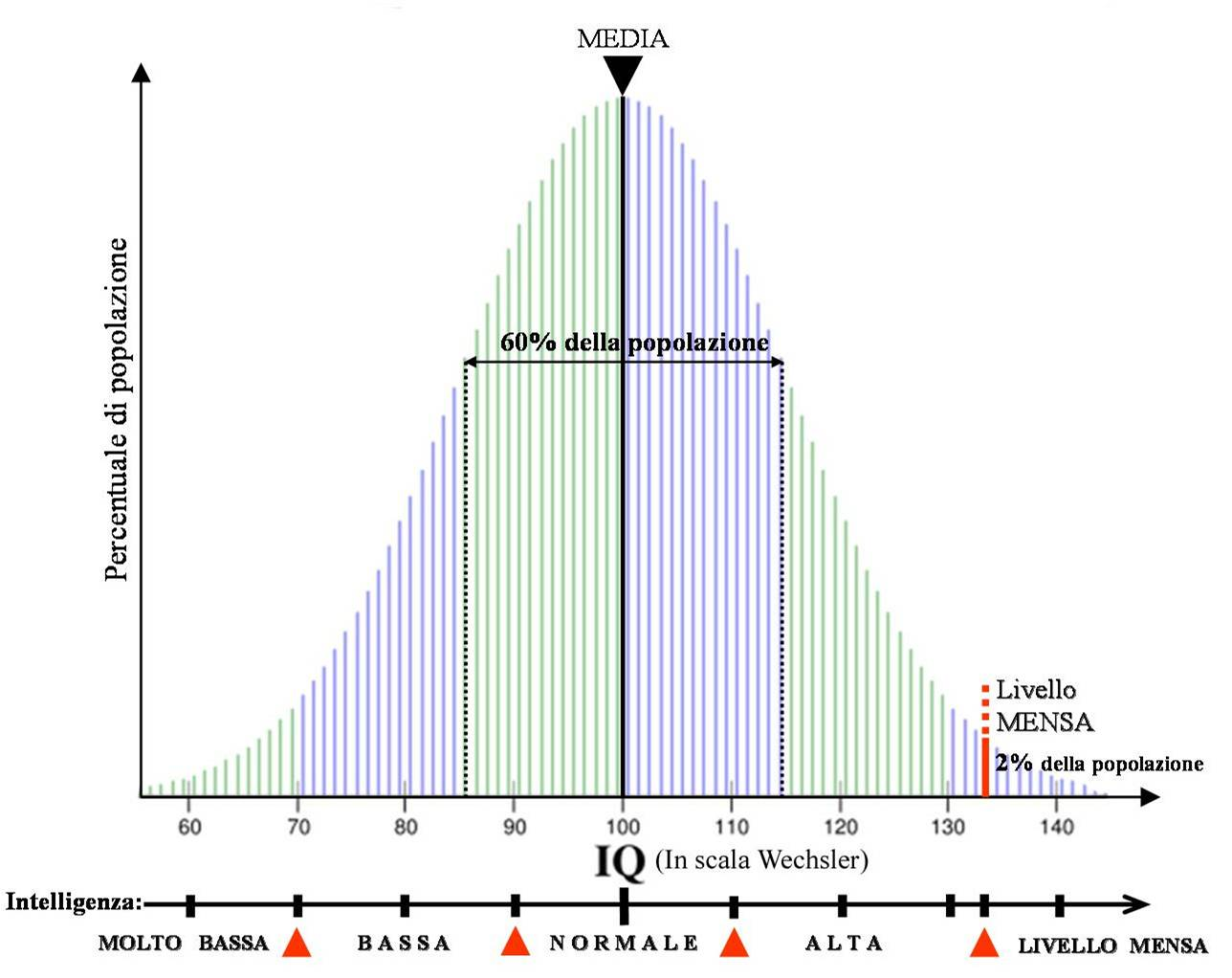
Distribuzione Gaussiana dei QI nella popolazione umana.

L'ammissione dipende, pertanto, esclusivamente dal punteggio ottenuto in un test sorvegliato del QI del candidato. Per poter diventare membri occorre avere un QI tale da ottenere almeno 148 punti per il test di Cattell Culture fair intelligence test e 133 punti per il test Wechsler Adult Intelligence Scale. Poiché esistono diverse scale di valutazione del QI, si decise di determinare una soglia universale, che fosse indipendente da qualsiasi scala adottata: per poter essere ammesso come socio è quindi necessario raggiungere o superare con il proprio QI il 98º percentile della popolazione mondiale. La distribuzione probabilistica dell'intelligenza è rappresentata dalla variabile casuale normale.
L'associazione, secondo quanto riportato nel sito ufficiale, raccoglie complessivamente oltre 120.000 membri in 100 paesi (i gruppi nazionali sono 52, mentre gli aderenti di altre nazioni sono raggruppati in un gruppo "internazionale"). Negli Stati Uniti risiedono circa 50.000 membri, in Gran Bretagna circa 22.700, mentre i numeri sono più ridotti in altre nazioni (circa 2 400 iscritti in Italia).
Oltre a favorire l'interazione sociale tra i suoi membri, l'organizzazione è coinvolta anche in programmi per bambini dotati, per l'alfabetizzazione e borse di studio. I membri hanno le più varie formazioni scolastiche e svolgono professioni diversissime. L'età varia tra i 14 e i 94 anni (ma in maggioranza tra i 20 e i 60). I limiti minimi di età sono decisi dai singoli capitoli; in Italia per iscriversi è necessario avere compiuto 16 anni.

## Storia
Il Mensa deve la sua nascita all'incontro casuale su un treno tra il quarantottenne australiano Roland Fabien Berrill, eccentrico uomo d'affari di successo, e lo studente di giurisprudenza Lancelot Lionel Ware, un brillante trentenne inglese che aveva già conseguito un bachelor in matematica e un Doctor of Philosophy in chimica e aveva lavorato in un centro di sviluppo di armi chimiche a Porton Down, vicino a Salisbury. Quel giorno dell'agosto 1945 i due discussero sulla natura e la misurazione dell'intelligenza e sulle idee dello psicologo Cyril Burt, che aveva auspicato la costituzione di un gruppo di persone molto intelligenti che avanzassero proposte per risolvere i problemi del secondo dopoguerra e che nel 1958 avrebbe ricevuto il titolo onorifico di presidente mondiale del Mensa. Durante uno degli incontri successivi Ware sottopose Berrill a un test del quoziente intellettivo e, osservato il punteggio ottenuto dall'amico, fondò a Oxford il primo ottobre 1946 con quest'ultimo una società ad alto QI, che ammetteva solo individui che si collocavano nel primo percentile per quoziente intellettivo e nel quale all'inizio confluirono alcuni conoscenti dei due fondatori, tra cui la sorella dello stesso Ware. Lo scopo iniziale di Berrill era quello di accogliere un massimo di circa 600 membri nel Mensa, che sarebbe dovuta rimanere un'associazione segreta diretta da una "regina", scelta tra i membri del Mensa per la sua bellezza.
All'interno dell'associazione cominciarono a nascere alcuni contrasti per il ruolo di Berrill, che aveva assunto posizioni controverse, come quella a favore dell'astrologia e della chiromanzia, e la cui influenza crebbe, a partire dal 1950, dopo l’allontanamento di Ware, che era interessato alla politica locale e alla carriera forense. Nel 1951 venne approvato un nuovo statuto, secondo il quale si sarebbe proceduto a creare un consiglio direttivo estratto a sorte, ma quest'ultimo si sciolse nel corso dello stesso anno e Berrill mantenne il potere, anche se nel 1952 si dimise a favore di Joseph Wilson per i contrasti. Tuttavia questa scelta comportò una forte diminuzione della vivacità del gruppo, che ormai contava più di 300 iscritti, e fu soprattutto grazie alla leadership di Victor Serebriakoff, un uomo di umili origini russe, che il Mensa ritornò ad avere successo a partire dal 1953. Egli modificò il modo con cui l'associazione si pubblicizzava, affermò il suo carattere neutrale, formò un comitato direttivo e una squadra di volontari per l'ammissione di nuovi soci, alcuni dei quali vennero reclutati mediante proposte pubblicate sul giornale di misurazione del quoziente intellettivo. Per permettere al Mensa di espandersi anche nelle altre zone dell'arcipelago britannico venne introdotta nel 1955 la figura del segretario locale, che accoglieva nuovi soci e coordinava le attività locali, e, nell'anno successivo, si concesse l'iscrizione di soci d'oltremare e fu creato un sistema democratico di direzione.
Nel 1958 Serebriakoff decise di modificare la procedura di esame dei nuovi soci, che fino a quel momento erano stati ammessi senza l'obbligo di svolgere il test d'intelligenza di fronte a dei supervisori, e ci si accorse che non tutti i candidati si collocavano nel primo percentile per quoziente intellettivo, ma pressoché tutti raggiungevano la soglia del 2%. Pertanto, per evitare di riesaminare tutti i membri del Mensa, fu scelto di abbassare la soglia a quest'ultimo livello, ma naturalmente i metodi di selezione divennero più severi.
Nel 1960 venne permesso allo statunitense Peter Sturgeon di creare un gruppo regionale del Mensa a New York City e nello stesso anno cominciò a formarsi il gruppo regionale in Australia, al quale seguirono quello in Francia, nei Paesi Bassi e in Austria. A causa dell'espansione territoriale e numerica dell'associazione fu approvato nel 1964 uno statuto internazionale, che prevedeva 8 cariche a livello internazionale, tra cui le più importanti erano quella di presidente e segretario generale, che sarebbero state concesse a due membri del Mensa provenienti dallo stesso paese dopo una votazione internazionale, mentre per ogni gruppo nazionale del Mensa sarebbe stato scelto un rappresentante. La successiva revisione dello statuto internazionale, approvata con un referendum nel 1982, predispose la creazione di un consiglio direttivo composto da un presidente internazionale, un direttore di amministrazione, un direttore dello sviluppo, un tesoriere e un rappresentante per ogni gruppo nazionale avente un numero minimo di membri.
Nel 1971 l'associazione fondò la Mensa Education and Research Foundation, che persegue l'obiettivo di sviluppare il potenziale degli individui plusdotati e gestisce il Mensa Research Journal, che tratta di ricerche condotte nel campo dell'intelligenza.
Nell'agosto del 1974, John D. Coons pubblicò "A-Bomb-inable Puzzle II" nel Boston & Outskirts Mensa Bulletin (BOMB). L'enigma riguardava "La sezione di Boston del Densa, l'associazione con un QI basso". Tale associazione immaginaria, nell'idea di Coons, avrebbe raccolto gli individui con un QI inferiore al 98° percentile e quindi non idonei all'ingresso nel Mensa. I numeri successivi presentavano enigmi aggiuntivi con gag su tale gruppo e furono ampiamente ristampati dalle pubblicazioni di altri gruppi del Mensa prima che il concetto di gruppo con un QI basso guadagnasse una diffusione più ampia negli anni '70, in cui altri quiz e simili venivano creati da un più ampio gruppo di individui. Da allora, il termine è stato usato comunemente con fini parodistici e, sebbene alcuni suggeriscano che il nome Densa sia l'acronimo di "Diversely Educated Not Seriously Affected" (in italiano "diversamente istruiti non seriamente interessati"), potrebbe anche essere una parola macedonia di dense (nel senso di stupido) e Mensa.
Nel 1983 nasce il Mensa Italia, infatti si tiene a Roma un incontro fra un gruppo di Soci italiani del Mensa Internazionale, che danno vita al Mensa Italia. Tra questi Menotti Cossu, Enrico Mariani, Donato Bramanti, Renato Zaccaria e Carlo Degli Esposti (deceduto nel 2000) fondano, con atto costitutivo del 29 giugno 1983, l’associazione italiana e ne diventano, insieme a Tilde Marinetti, Francesco Pinto e Guido Sabbatini, il primo consiglio direttivo.

## Gli obiettivi
I fondatori fornirono subito una traccia circa gli scopi principali dell'Associazione che intendeva proporsi con un respiro mondiale: scoprire e incoraggiare l'intelligenza umana a beneficio dell'umanità; favorire contatti sociali fra persone intelligenti; effettuare ricerche sulla natura, le caratteristiche e gli usi dell'intelligenza. Poiché la società è composta da persone con le estrazioni sociali e i punti di vista più svariati, lo statuto ne sancisce la più rigorosa neutralità sul piano politico, filosofico e religioso. Il Mensa ha pubblicato una serie di libri, tra cui Poetry Mensa (1966), un'antologia di poesie di Mensani di tutto il mondo in cui si ritrovano altre lingue oltre all'inglese.
La Mensa Foundation, una fondazione umanitaria situata negli Stati Uniti, edita e pubblica il Mensa Research Journal, nella quale si trovano articoli sia di Mensani sia di non-Mensani sui più vari argomenti, tra i quali notevole è l'interesse per il concetto di misura dell'intelligenza. I distretti nazionali del Mensa pubblicano a loro volta periodici riservati esclusivamente ai membri come il Mensa Bullettin, la pubblicazione mensile del Mensa americano, il Mensa Magazine, il mensile del Mensa inglese, o Memento, rivista ufficiale del Mensa Italia.
Durante il 50º anniversario dalla fondazione, il Dr. Lancelot L. Ware, uno dei fondatori, si rivolse ai mensani in un discorso in cui auspicò che il Mensa potesse avere, negli anni a venire, un ruolo importante nella società in tutto il mondo, aggiungendo: «Sono un po' deluso per il fatto che alcuni mensani spendano tanto tempo per risolvere enigmi e puzzle», esortando i mensani a risolvere invece i problemi (e gli enigmi) del mondo. Il Dr. Ware è mancato nell'anno 2000; ebbe comunque modo di constatare come, dopo più di 50 anni, la sua "creazione" avesse avuto un successo piuttosto notevole: oggi il Mensa è presente nel mondo in più di 100 nazioni, e conta oltre 100000 soci regolarmente iscritti.

## Organizzazione
All'interno dell'organizzazione esiste una struttura denominata SIGHT (Servizio di Informazione, Guida e Ospitalità) che consente di incontrare immediatamente in qualsiasi città del mondo altri membri dell'associazione.
Il Mensa International annovera soci da circa 50 nazioni. Gli individui che vivono in un paese in cui sia presente un distretto nazionale, appartengono al Mensa attraverso l'iscrizione a quel gruppo, mentre quelli che vivono in paesi privi di un capitolo riconosciuto possono entrare direttamente in Mensa Internazionale. I due più grandi gruppi nazionali sono il Mensa americano, con circa 50.000 membri, e il British Mensa, con circa 22.700 membri. I gruppi nazionali molto estesi sono ulteriormente suddivisi in gruppi locali. Per esempio, l'American Mensa ha più di 135 gruppi locali, con i più grandi che hanno più di 2000 membri e i più piccoli ne contano meno di 100.
Si sono costituiti, a oggi, circa 200 SIG (Special Interest Groups - Gruppi di Interessi Speciali), che riuniscono i membri interessati a una determinata disciplina, un determinato argomento o campo del sapere umano. Sono i membri stessi a dare vita ai SIG, a livello internazionale, nazionale e locale; i SIG rappresentano una vasta gamma di interessi, dai più comuni a quelli più elitari, che vanno dal moto club alla cooperazione imprenditoriale, cosa che riflette la grande diversità dei membri e la loro classe sociale. Alcuni SIG sono associati con i vari gruppi geografici, mentre altri sono indipendenti dalla gerarchia nazionale. Attualmente è presente anche un buon numero di SIG virtuali (eSIG), che operano principalmente come e-mail list.

## Convegni, congressi e raduni
Il Mensa organizza molti eventi per i membri, aperti però anche a esterni, dal livello locale a quello internazionale. Diversi Paesi tengono annualmente un grande evento chiamato Annual Gathering (AG). Si svolge in una città diversa ogni anno, con diversi interventi, danze, giochi e altre attività. Gli AG americani e canadesi sono di solito tenuti rispettivamente durante il 4 di luglio o il Canada Day week-end.
Esistono anche piccoli incontri chiamati Regional Gatherings (RG) tenuti in varie città che coinvolgono membri da luoghi relativamente lontani; il più grande si tiene a Chicago nel periodo di Halloween, ed è caratterizzato da un ballo in maschera e una gara di barzellette. Molti membri organizzano le loro vacanze per partecipare a un Regional Gathering in un'altra parte del loro territorio, come per esempio proprio quello di Chicago. Alcuni membri frequentano annualmente una dozzina di RG all'anno.
Nel 2006, il World Mensa Gathering si è tenuto dall'8 agosto al 13 agosto a Orlando, Florida, per celebrare il 60º anniversario della fondazione del Mensa. Si stima che parteciparono circa 2500 membri provenienti da oltre 30 paesi, riuniti per questa celebrazione. L'International Board of Directors, il Consiglio Mondiale dei Direttori vi tenne anche un incontro formale.
L'Annual Gathering inglese del 2006 si è tenuto a Nottingham tra il 28 settembre e il 2 ottobre. Durante questo meeting è stata colta l'occasione per celebrare il 60º anniversario dalla fondazione, il 1º ottobre 2006 (il 1º ottobre 1946 è il giorno in cui Berrill e Ware depositarono i documenti di costituzione della società alla Company House).
Dal 1º ottobre al 5 ottobre 2008 a San Martino al Cimino (VT) si è tenuto contemporaneamente al 25º Convegno Nazionale del Mensa Italia anche il Meeting IBD (International Board of Directors).

## Demografia nel Mensa
I mensani provengono da tutte le classi e ranghi sociali e da quasi tutti i tipi di lavori o professioni, in rappresentanza di quasi tutti i gruppi di età. Ci sono tra loro membri importanti e famosi. Poiché il Mensa è un'organizzazione senza fini di lucro e trae il suo sostentamento dai soci, ogni membro è tenuto a pagare una quota annuale che varia da Paese a Paese; alcuni gruppi nazionali, per determinati meriti e motivi, prevedono una "Life Membership", ovvero conferiscono l'appartenenza a vita al Mensa, con la quale si è appunto membri del Mensa o Mensani a vita.
Tutti i gruppi nazionali e locali danno il benvenuto ai bambini: vengono loro offerte molte attività, risorse e newsletter specifiche per la loro età. Il Mensa americano, per esempio, ha 1300 membri "piccoli" o comunque molto giovani, di età compresa tra 2 e 18 anni. Il più giovane membro del Mensa è Georgia Brown, che è entrata all'età di 2 anni. Tuttavia per entrare nel Mensa Italia bisogna avere almeno 16 anni compiuti.
All'altro estremo, il più anziano membro dell'American Mensa ha 102 anni. Secondo il sito americano del Mensa, il 41% dei membri è di età compresa tra i 44 e 61 anni e poco meno del 60% dei nuovi membri nel 2004 erano di età compresa tra i 23 e 43 anni. Ci sono più di 1500 famiglie con due o più membri del Mensa.
Secondo il Guinness World Records, il più alto Q.I. mai misurato era di Marilyn vos Savant, americana, con 228 punti in deviazione standard 24 (equivalenti a 180 punti in deviazione standard 15). Successivamente Ronald K. Hoeflin collocò il QI a un valore leggermente minore, 218. Nella seconda metà degli anni ottanta Hoeflin usò il Mega test, arrivando a calcolare un QI di 186, senza cambiare significativamente i risultati ottenuti, che nella nuova scala hanno comunque una rarità di 1 su 30 milioni.

## Soci famosi

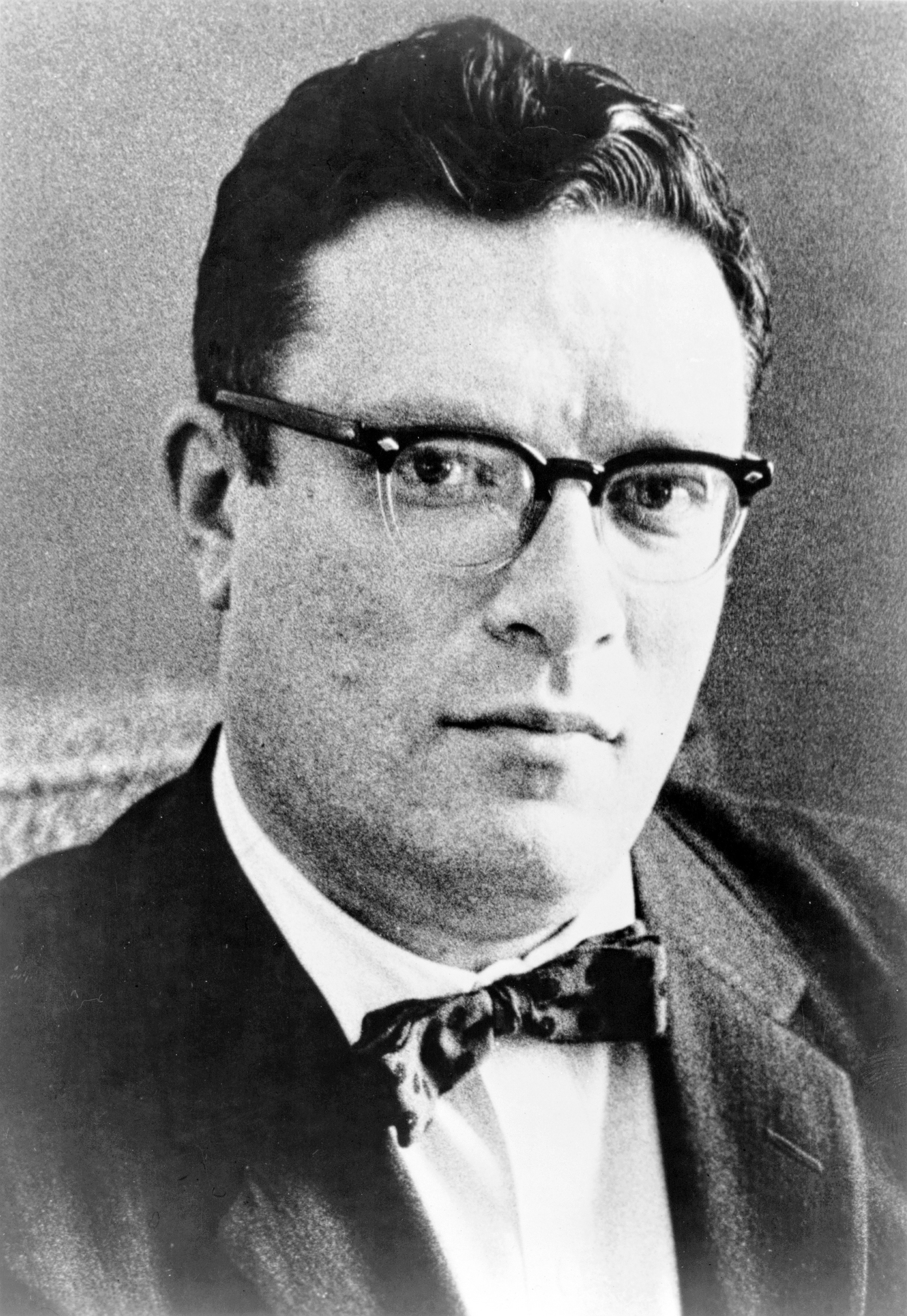
Lo scienziato e scrittore Isaac Asimov, celebre socio e vicepresidente onorario del Mensa Internazionale

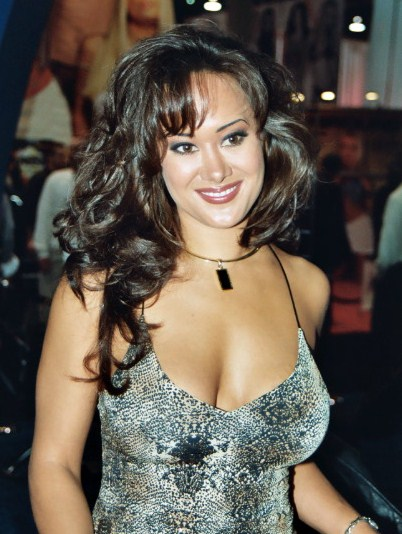
L'attrice Asia Carrera

Alcuni personaggi pubblici sono o sono stati soci Mensa:
- Isaac Asimov, vicepresidente onorario del Mensa International, anche se decise di lasciare l'associazione.[20]
- Clive Sinclair, inventore e presidente onorario del Mensa britannico[21]
- Adrian Cronauer, speaker radiofonico e giornalista americano[22]
- Norman Schwarzkopf, generale [23]
- Scott Adams, fumettista e scrittore statunitense, autore di Dilbert[24]
- Arthur C. Clarke, scrittore, autore di 2001 Odissea nello spazio[25]
- James Woods, attore[26]
- Steve Martin, attore[27]
- Geena Davis, attrice[28]
- Asia Carrera, attrice, ex stella del cinema hardcore[29]
- Jacques Bergier, ingegnere e scrittore francese[30]
- Scott Levy, noto anche come Raven, wrestler professionista[31]
- Michael Muhney, attore statunitense[32]
- Marilyn vos Savant, scrittrice[33]
- Marcus Grönholm, ex campione del mondo di rally[34]
- Lucas di Grassi, pilota di F1 e test driver per Pirelli[35]
- Ashley Rickards, attrice[36]
- Nolan Gould, attore[37]
- Daniel McVicar, attore[38]
- Markus Persson, autore di videogiochi, tra cui Minecraft[39]
- Piotr Szczęsny, chimico[40]
- Sylvester Stallone, attore, sceneggiatore, regista e produttore cinematografico statunitense[41]
- Owain Owain, scrittore e poesta gallese, autore de L'ultimo giorno, (1968)
- Emma Dumont, attrice[42]

Nella sezione italiana si possono citare tra i famosi:
- Giulio Base, attore e regista[43]
- Corrado Giustozzi, giornalista scientifico ed esperto di sicurezza informatica[44]
- Danila Comastri Montanari, scrittrice, creatrice della saga di Publio Aurelio Stazio[45]
- Roberto Bocchi, attore[43]
- Gaspare Bitetto, conduttore radiofonico e autore televisivo[46]
- Immanuel Casto, cantante[47]
- Emanuele Salce, attore e regista[48]
- Federico Capitoni, critico musicale, giornalista e saggista[47]
- Iacopo Melio, giornalista, scrittore, politico e attivista[49]
- Giovanni Di Iacovo, scrittore, docente e politico[50]